# Bobbejaanland
Bobbejaanland è un parco di divertimenti a Lichtaart, situato tra Herentals e Kasterlee in Belgio, e prende il nome dal suo fondatore Bobbejaan Schoepen . Il parco di divertimenti si trova in una zona paludosa nella valle del Kleine Nete.

## Storia

### Nascita

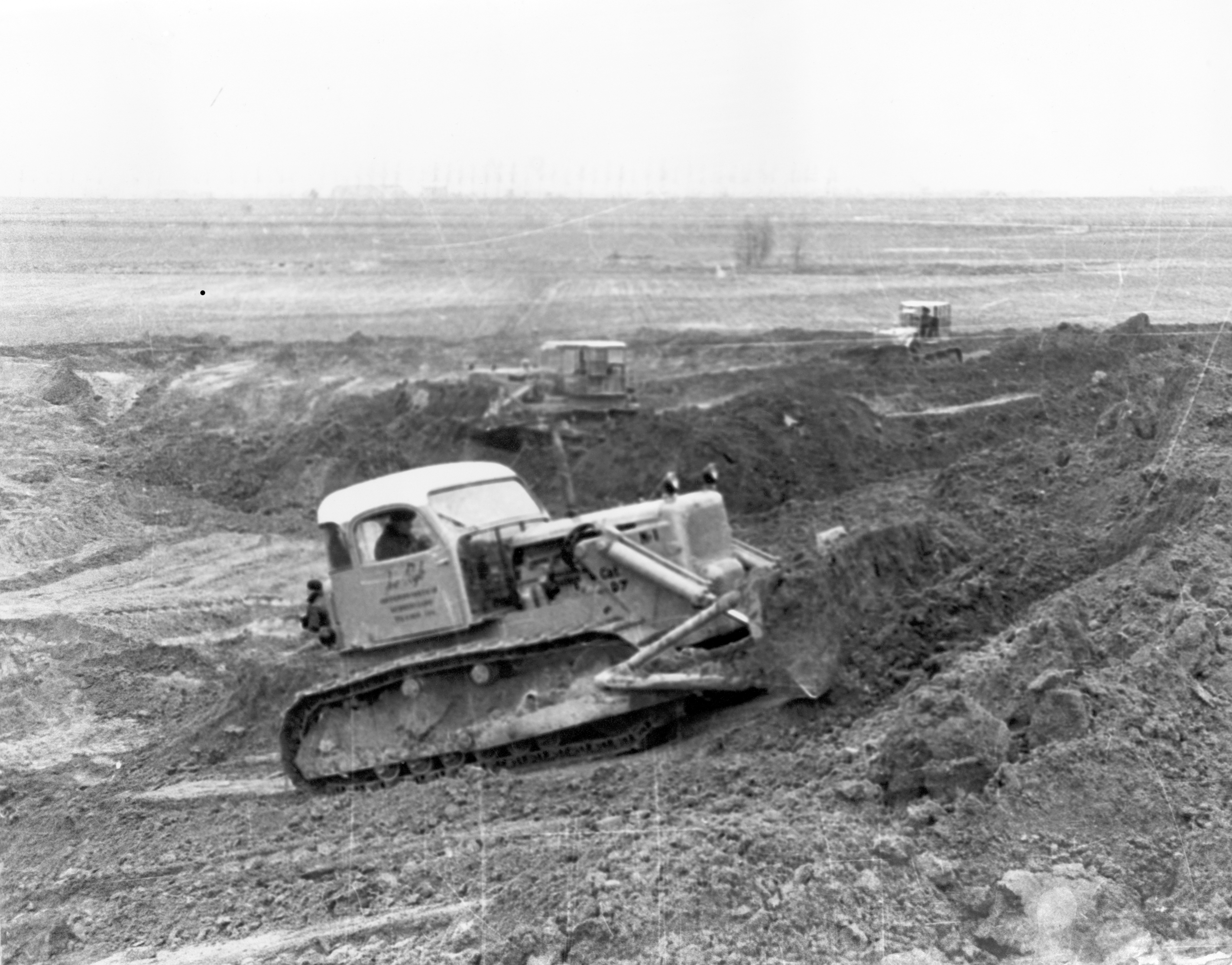
Opere in terra Bobbejaanland dopo l'acquisto nel 1959

Bobbejaanland è nato dalla carriera musicale del cantante-chitarrista Bobbejaan Schoepen, che dopo quindici anni di tournée internazionali è cominciato a cercare una casa permanente. Nel 1959 ha acquistato nel villaggio di Lichtaart (Kasterlee) un dominio paludoso di 30 ettari, chiamato "Abroek". Il quartiere lo ha dichiarato quasi pazzo, quando si è scoperto quali grandi progetti aveva in mente. Ha fatto dragare il terreno, ha costruito un teatro con 1200 posti a sedere e ha costruito un lago balneabile con 2,2 chilometri di spiaggia adiacente. Il 31 dicembre 1961, il parco è stato inaugurato ufficialmente da Bobbejaan Schoepen e da sua moglie Josée Jongen. 
Il nome Bobbejaanland è stato coniato dal suo manager Jacques Kluger . Al centro del giovane Bobbejaanland c'era il divertimento acquatico, i treni texani, le monorotaie e le giostre, ma soprattutto lo spettacolo. Fino alla metà degli anni '70 il parco era infatti un centro di varietà, con una serie di spettacoli della durata di un'ora e mezza ogni giorno. Si sono esibiti soprattutto artisti belgi, olandesi e tedeschi, anche nel programma proprio di Schoepen. I nomi più famosi sono: Louis Neefs, Rocco Granata, Leo Martin, Will Ferdy, Will Tura, Bobby Setter, Jimmy Ross (alias Mel Turner), Liliane Saint-Pierre, l'attrice e cantante tedesca Ilse Werner, e i suoi ben noti connazionali Rex Gildo, Michael Holm e l'olandese Rudi Carrell (che per qualche anno è diventato un vicino di Schoepens). Nel febbraio 1969, l'allora BRT ha organizzato il programma televisivo Uit met Bobbejaan ('Via con Bobbejaan'), registrato e trasmesso da Bobbejaanland.

### Le prime attrazioni

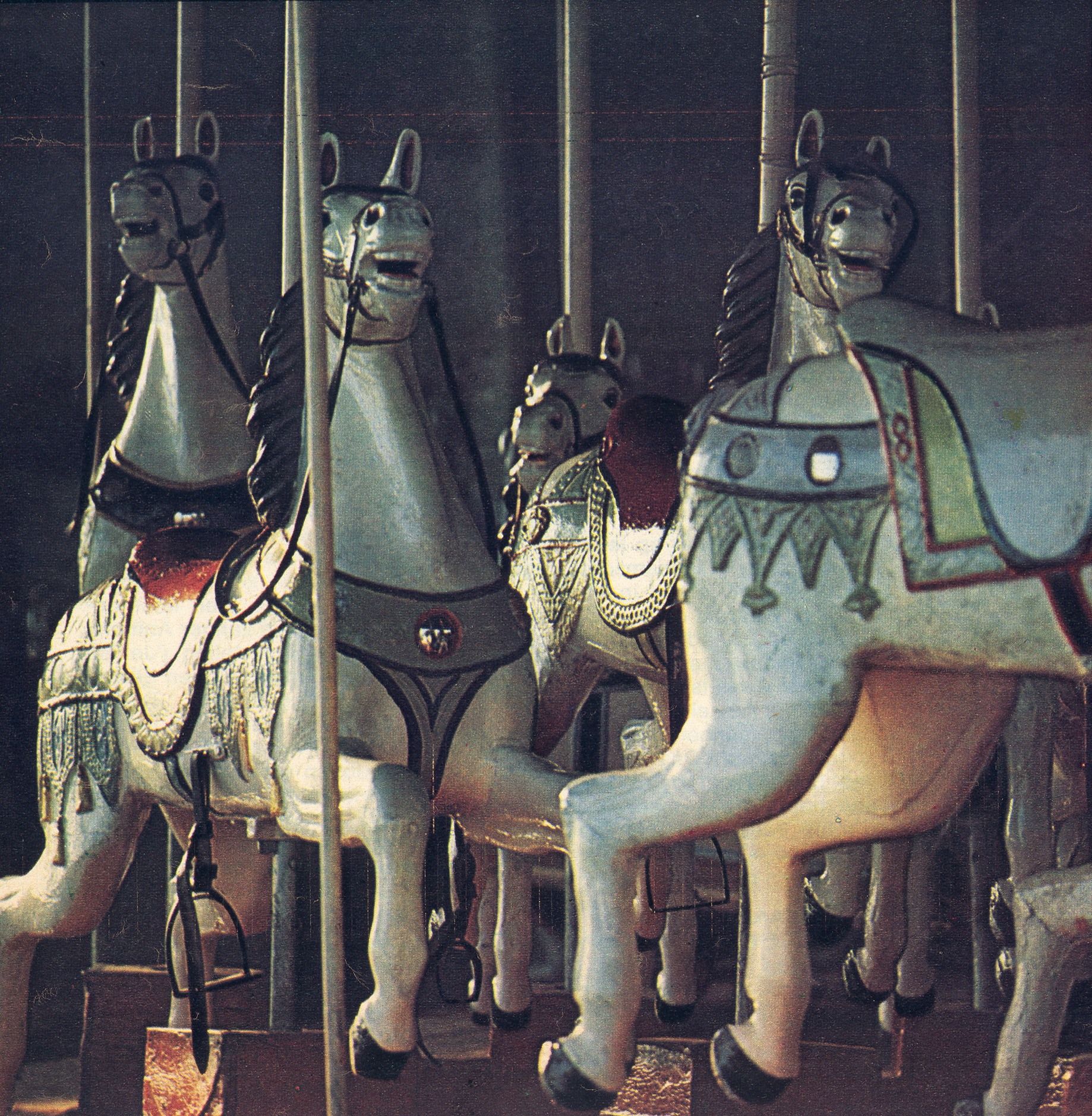
Giostra Bobbejaanland (anni '60 -'80)

Fino alla metà degli anni '70, il lago balneabile e le spiagge erano l'attrazione principale. Attrazioni di medie dimensioni come la giostra e la monorotaia rossa hanno dato il via al "parco dei divertimenti" che è stato creato a partire dal 1975. Quando due visitatori sono annegati in breve tempo, l'impianto di nuoto è stato definitivamente abolito. Su consiglio del proprietario di Phantasialand Gottlieb Löffelhard, è nata la prima grande attrazione, la casa stregata . Il dark ride è stato sostituito dalla ruota panoramica dopo un anno di prova. 
Nel 1978 c'è stato un altro programma televisivo: 30 jaar Bobbejaan (30 anni di Bobbejaan) (BRT). In quel periodo, Schoepen ha conosciuto Jef Nys, che nello stesso anno ha lanciato Jommeke in Bobbejaanland (un fumetto). A Bobbejaanland stesso è nato un villaggio di Jommeke, chiamato "Jommekesland", che offriva un giro su un toro meccanico e un grande parco giochi. 
Looping Star è stata acquistato nel 1979, una montagna russa che per anni è stata la principale attrazione del parco. Il fiume di tronchi, "Wildwaterbaan" è stato costruito nel 1980, ma è parzialmente andato in fiamme durante la costruzione a causa di un cortocircuito. L'attrazione non era ancora assicurata e il danno finanziario ammontava a 11 milioni di BEF (l'equivalente di circa 800 000 EUR nel 2016). Il Wildwaterbaan è diventato operativo nella stessa stagione. 
Nella seconda metà degli anni '70, il parco ha trovato il suo stile anche nel tema western: è stato costruito un villaggio cowboy interattivo con salone, prigione, albergo, maniscalco, ufficio postale (dove si potevano effettivamente impostare cartoline) e banca (dove la gente poteva cambiare le monete). Una delle attrazioni era "De Poppenshow", uno spettacolo country programmato in cui gli artisti del teatro (anche Bobbejaan Schoepen stesso) eseguivano un repertorio di medley come marionette funzionanti meccanicamente. È stata una delle prime attrazioni indoor adattate al clima belga. Nello stesso periodo veniva costruita la nave pirata Santa Maria. 
Alla fine degli anni '70, è stato aperto un museo con opere d'arte della cultura Hopi e Navajo. La collezione è stata trasferita da Phoenix, in Arizona, dalla signora Schoepen. Accompagnava suo marito ogni giorno con alcuni duetti, fino a quando nel 1978 un problema alle corde vocali ha terminato la sua carriera di cantante (nel 1959 ha vinto il primo premio al conservatorio con un'interpretazione di Bach). 

### Fine della varietà
All'inizio degli anni '80, Bobbejaan Schoepen era ancora l'animale da palcoscenico che in alta stagione dava da tre a cinque spettacoli di 45 minuti ogni giorno. A metà degli anni '80, gli spettacoli di varietà sono diventati più equilibrati e in sintonia con un pubblico sempre più internazionale. Nel 1989, quando i medici hanno diagnosticato delle stenosi al cuore, Bobbejaan è stato assente dal suo teatro per la prima volta. Ottiene cinque by-pass, ma poi torna rapidamente al lavoro. Allo stesso tempo, un'operazione a rischio sui denti del giudizio in cui è stato toccato un nervo ha messo definitivamente fine al talento fischiettante virtuoso di Schoepen. Il parco di divertimenti domina ora la varietà, e l'uomo d'affari l'artista. Continua comunque a cantare, anche se con spettacoli più concisi che inevitabilmente sono preda della routine del parco di divertimenti. 

### Estensione delle attrazioni

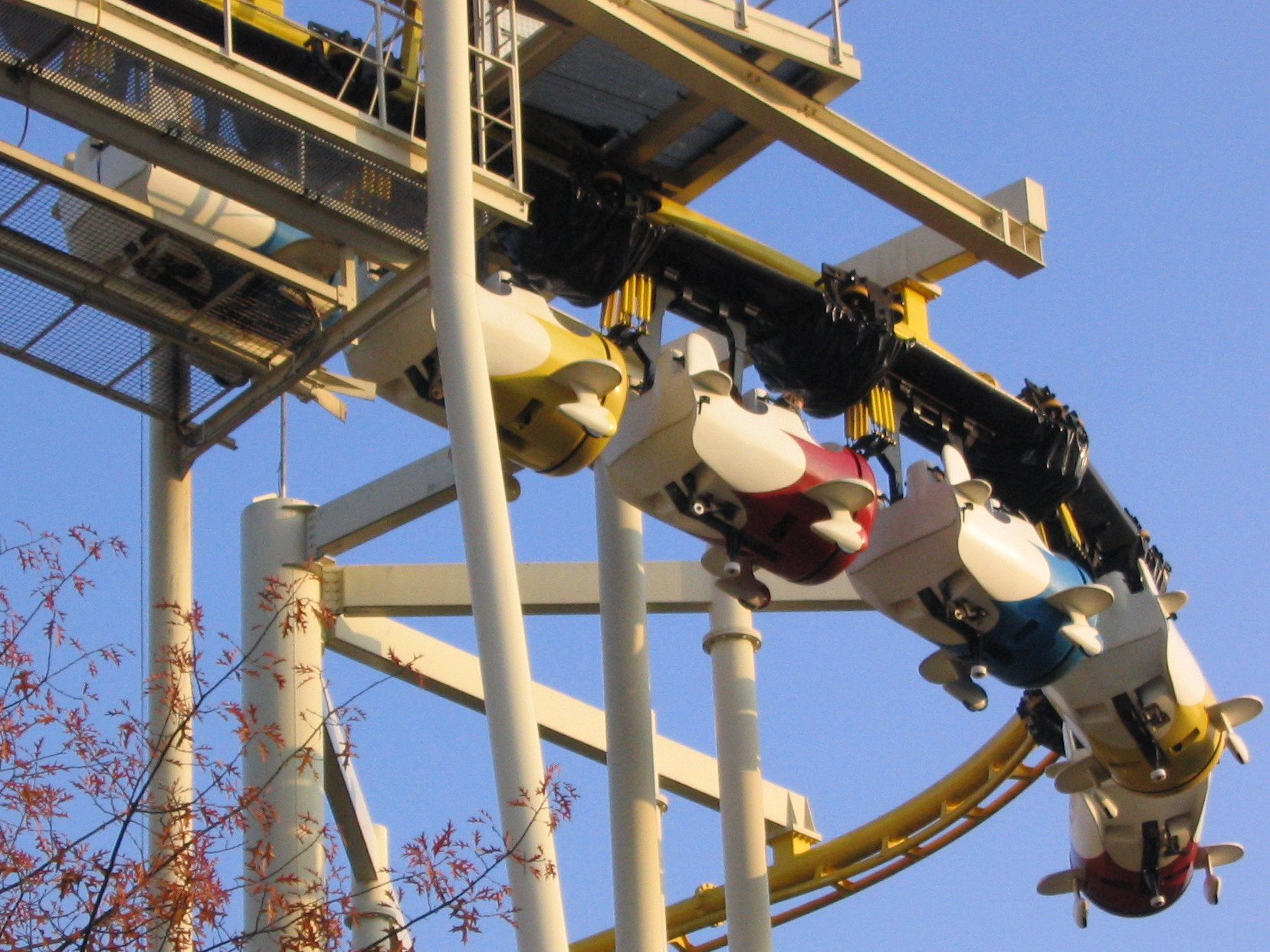
Ex Air Race (1987), ora Dreamcatcher

Negli anni '80, la gamma di attrazioni è stata ulteriormente ampliata. Nell'agosto 1982, un alternatore esploso ha lasciato senza elettricità una gran parte del Belgio. Anche Bobbejaanland era per la maggior parte zoppo e aveva a che fare con i registratori di cassa fracassati dai clienti che reclamano i loro soldi, ma non sapevano che il problema si estendeva ulteriormente. Quando quello stesso anno é scoppiato un incendio ad Achtbaan, un piccolo Wildcat di Anton Schwarzkopf, è stato sostituito da una nuova attrazione chiamato Wervelwind (un Whirlwind di Vekoma). Negli anni successivi, l'attenzione si è concentrata soprattutto sulle infrastrutture e sull'acquisto di attrazioni di medie dimensioni. Rainbow è stato acquistato nell'alta estate del 1985; nel 1987 seguivano Breakdance, Condor e Air Race (ora "Dreamcatcher"). Si tratta di una delle prime montagne russe sospese al mondo, in questo caso con aerei appesi (oggi con sedili ordinari). È anche la più antica montagna russa sospesa del mondo. 
Dall'inizio degli anni '80 il parco attirava anche più stranieri. Una delle attrazioni che ha dato un impulso positivo al parco è Revolution (1989), una montagna russa al coperto che ruota intorno a un grande schermo di proiezione e fa un tuffo attraverso vari tipi di effetti di luce. Questa montagna russa ha anche il treno più lungo del mondo. Indiana River del 1991 è un'attrazione in stile azteco, un concetto ideato da Bobbejaan Schoepen stesso. Anche Kinderland del 1995, un palazzo dei giochi di 7000 m² con diciotto attrazioni, è nato dalla sua immaginazione. 

### Il disadattato

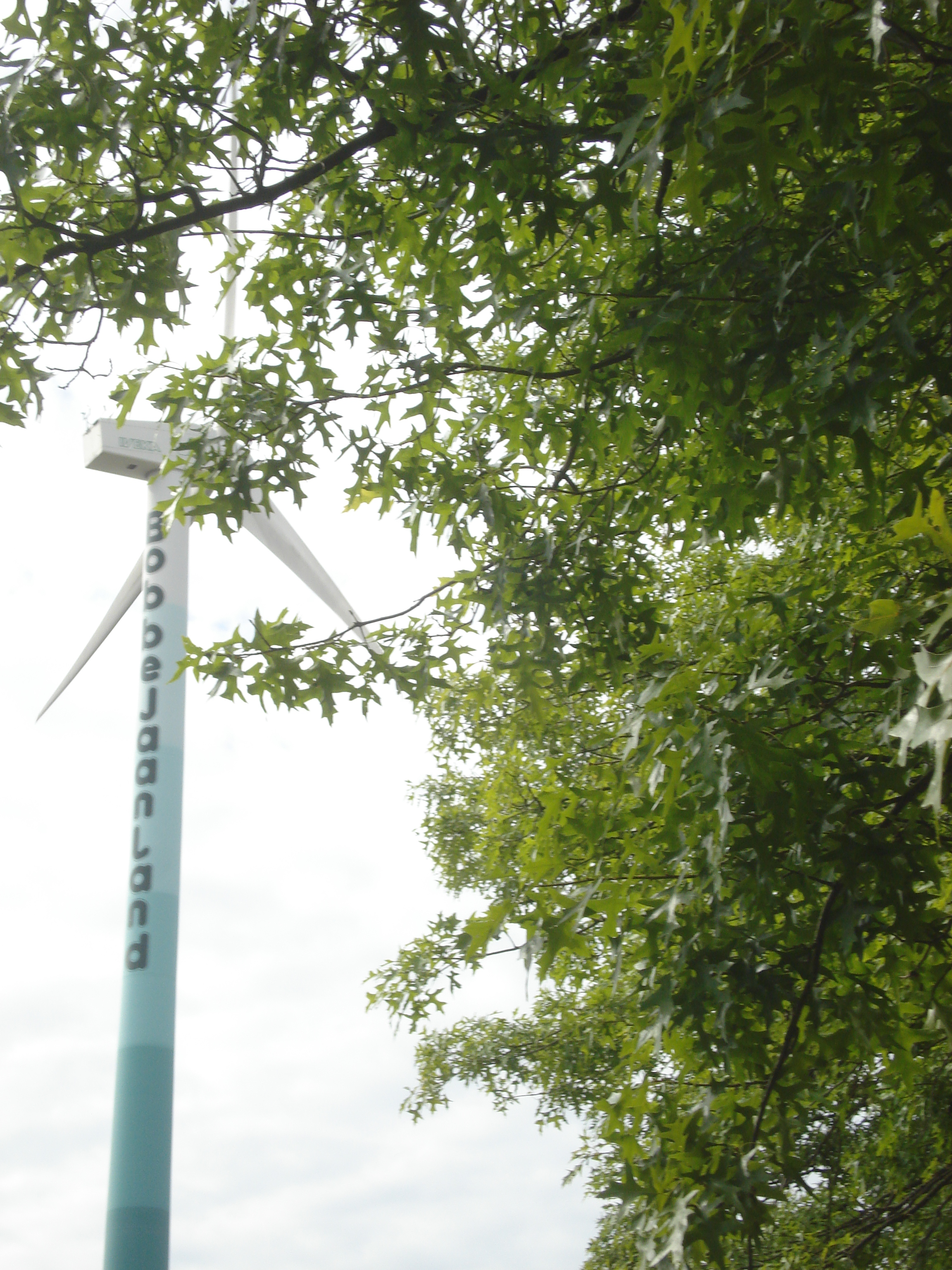
Turbina eolica nel parco (2002-2017)

Dall'inizio degli anni '90, anche 3 bambini su 5 si impegnavano in modo permanente nel parco, tra i quali Jacky è quello che si distingue maggiormente. Bobbejaanland è stato messo a punto nei minimi dettagli e, nelle sue stesse parole, è stato il primo parco di divertimenti al mondo ad applicare ampi accenti ecologici. L'iniziativa più eclatante in tal senso è una turbina eolica (2002) di circa settanta metri che fornisce energia nella regione e alla quale è anche attaccato un museo per la produzione di energia alternativa . L'acquisto di questa novità mondiale è avvenuto grazie all'impulso di Jacky Schoepen, che ora si è fatta strada fino alla direzione dell'azienda. In quel periodo nasceva anche l'idea di "divertimento educativo". Ad esempio, sono state organizzate visite educative sulla meccanica e fisica delle attrazioni sotto la supervisione tecnica del parco stesso. Anche da una prospettiva più ampia, il parco può essere considerato un disadattato tra i parchi di divertimenti europei: Bobbejaanland è probabilmente uno dei pochi parchi di divertimenti che ha costruito la sua identità attorno alla carriera di un cantante-artista (anche la casa di famiglia si trova nel parco). A questo proposito, il filosofo Etienne Vermeersch ha osservato: "A differenza, ad esempio, della Disneyland francese, questo parco di divertimenti è cresciuto organicamente da un nucleo elementare." Bobbejaanland ha conosciuto una crescita molto graduale grazie alla sua struttura aziendale familiare. Bobbejaan Schoepen ha anche scelto consapevolmente di non andare in borsa o di acquistare altri parchi, che a suo avviso sarebbe stato solo disastroso a lungo termine. Durante una riunione di Belgo Parks ha chiesto al capo di Walibi Eddy Meeùs perché non fuma quattro pipe contemporaneamente. Meeùs ha risposto con stupore "Ne ho abbastanza di uno, no?", a cui Schoepen ha scherzato in modo ostinato: "Allora perché comprare quattro parchi di divertimenti?" . 

### 2004: punto di svolta

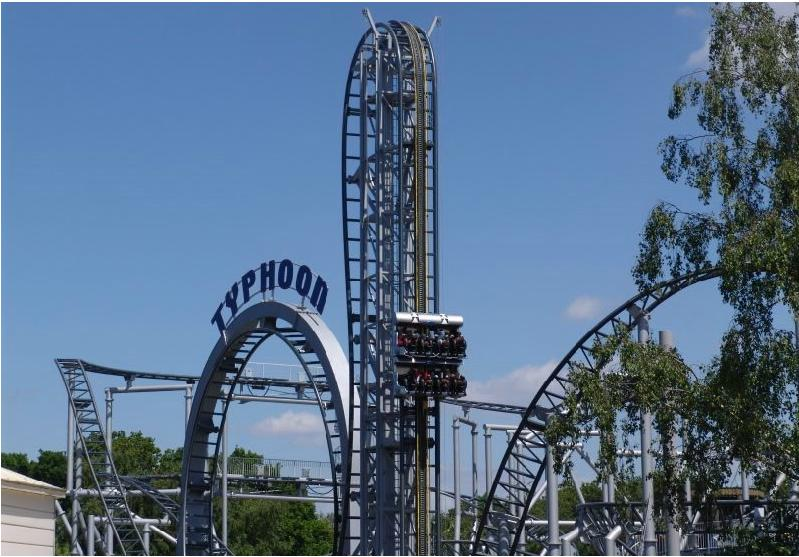
Typhoon in Bobbejaanland

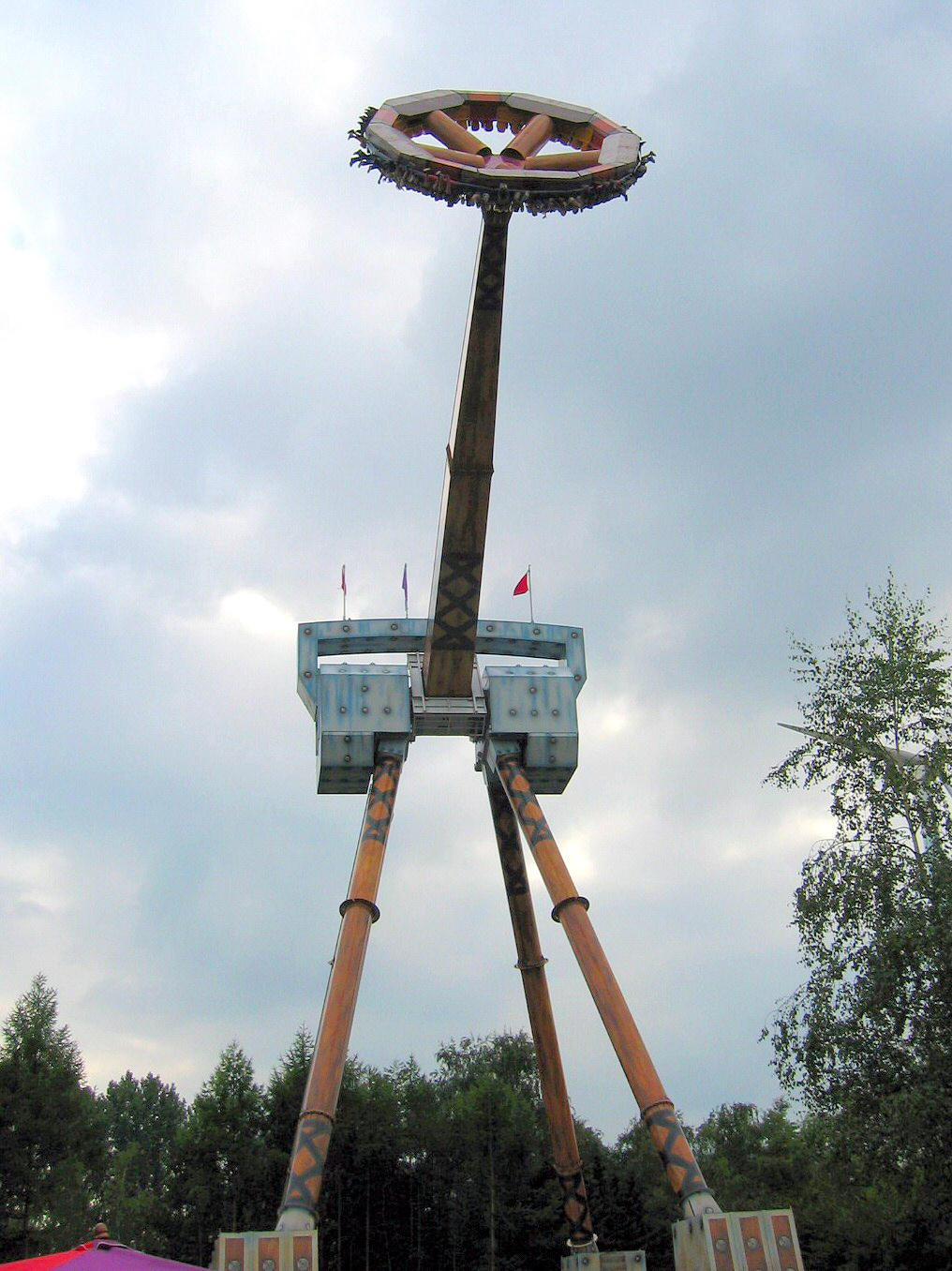
Sledge Hammer in Bobbejaanland

Nel 1999, a Schoepen è stato diagnosticato un cancro al colon, che ha fatto scattare l'idea di vendere il suo lavoro di una vita. Tuttavia, non fermarsi significa continuare e nell'inverno del 2003 un investimento di quasi 12 milioni di euro (nel 2016 il valore di 15,6 milioni di euro) viene realizzato con alcune nuove attrazioni (Typhoon, Sledge Hammer e Junior Coaster (il cui nome è stato poi cambiato in Oki Doki)). Quell'anno Test-Aankoop ha condotto un controverso studio comparativo su 13 parchi europei. Bobbejaanland esce come il parco più apprezzato in Belgio per quasi tutti gli aspetti (tuttavia, solo 3 parchi belgi sono stati inclusi), e si posiziona al secondo posto a livello europeo insieme a Disneyland Paris e Parc Astérix. Non irrilevante:  l'indagine ha misurato la soddisfazione dei visitatori attraverso la distribuzione di questionari nel settembre 2003, e fornisce quindi solo un quadro parziale. Non è noto in quanti giorni diversi sono stati distribuiti i questionari e se ciò è accaduto negli stessi giorni in ogni parco di divertimenti. 
La decisione di vendere il parco è stata presa nell'aprile 2004, dopo una fase di preparazione di oltre tre anni. Bobbejaanland viene rilevata da Parques Reunidos, un gruppo di parchi di divertimenti spagnolo. Nonostante tutte le speculazioni, rimane incerto fino all'ultimo minuto se il fondatore firmerà. L'incertezza sulla continuità futura nel mondo dei parchi di divertimenti è stata determinante alla fine. Gli Schoepens giocano sul sicuro, una scelta che sembra la più ovvia per il fondatore. Quando il programma di reportage Terzake gli chiede dopo la vendita se ha scelto per i soldi, Schoepen risponde, fissandolo di fronte a sé, "Cosa sono io con tutti quei soldi, posso mangiare solo due volte al giorno." 
Bobbejaan Schoepen può essere considerato l'attrazione artistica del parco, sua moglie Josée (la maggiore di diciotto figli) la struttura portante e sua sorella Louise (Wies) la base in materia di contabilità e finanza. Il segreto del funzionamento di questa impresa familiare sta nel rapporto di fiducia all'interno di questo triumvirato e nella loro etica del lavoro, che dagli anni '90 è stata rafforzata da tre figli su cinque. Con la vendita, l'ultima impresa familiare nel settore dei parchi di divertimenti è scomparsa in Belgio. Il 17 maggio 2010, l'ispiratore del dominio, Bobbejaan Schoepen, è morto per arresto cardiaco. La sua vedova ha continuato a vivere sulla proprietà fino alla sua morte nel 2013. 
Dopo la vendita di Bobbejaanland, la nuova direzione ha apportato alcune modifiche sostanziali. Ad esempio, il merchandising e il settore della ristorazione erano centralizzati ed i manager e dipendenti permanenti vedevano il loro contratto terminato entro un anno. Dopo alcuni anni, nessuno viene assunto dalla famiglia Schoepen, e nei primi anni dopo la vendita, il numero di visitatori diminuisce visibilmente. Nel gennaio 2007, è stato noto che la società d'investimento Candover rileva Parques Reunidos, il proprietario dei parchi di divertimenti spagnolo. Di conseguenza, Bobbejaanland è ora in mani britanniche, anche se sotto la stessa gestione. 

### Andare e venire delle attrazioni

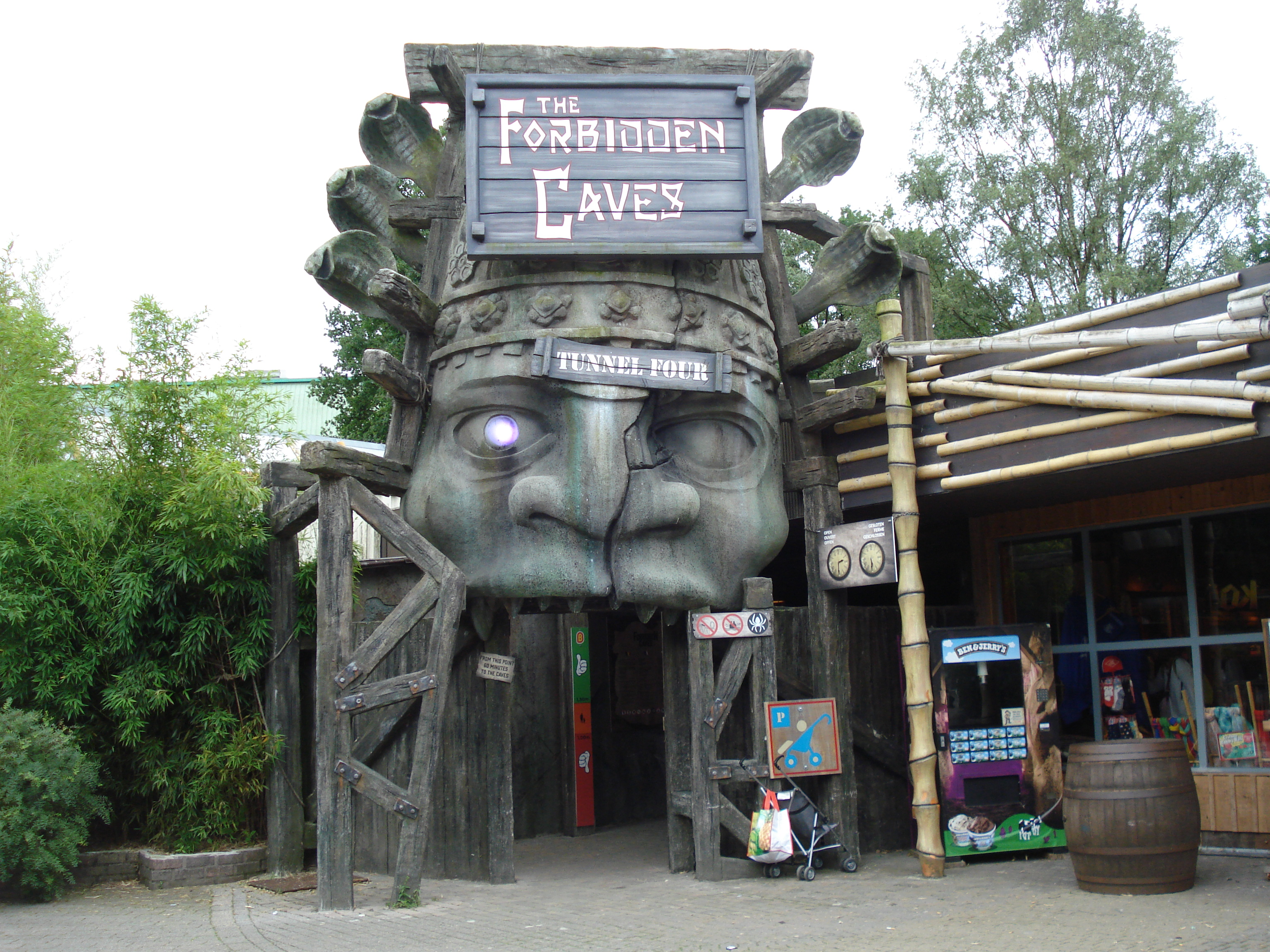
The Forbidden Caves

Nel 2006 è stata aperta una nuova attrazione, Desperado City, un'attrazione interattiva creata dalla società belga AlterFace. L'attrazione si trova nel villaggio cowboy. Tuttavia, è scomparso dal parco nel 2012. Inoltre, l'attrazione Air Race è stata completamente rinnovata nello stesso anno, con gli aerei sostituiti da nuovi veicoli diVekoma con sedili "normali". Inoltre, è stata rinnovata la tematizzazione completa. L'attrazione è stata ribattezzata Dreamcatcher . Un anno dopo, l'attrazione più antica doveva andarsene. Il teatro di allora faceva spazio ad un cinema 4D. Anche questo è scomparso nel 2012 e la sala è stata poi riutilizzata come teatro. Anche la nave pirata Santa Maria e Breakdance sono scomparsi dal parco nel 2007. 
Nel 2008 è proseguito il rinnovamento e la Hall 2000 è stata ristrutturata. La maggior parte della sala è stata riempita da una nuova attrazione chiamata Banana Battle, una Splash Battle a tema giungla. Questo tema è stato continuato a Revolution, che originariamente aveva un tema di viaggio nel tempo. La R nel nome è in parte scomparsa: con il tema della giungla, l'attrazione riguardava l'evoluzione della natura e l'attrazione è stata rinominata in (R) Evoluzione. Accanto all'ingresso della sala, è stata costruita anche una nuova attrazione familiare chiamata King Kong. Questo era un nuovo tipo di attrazione da parte del costruttore di attrazioni HUSS, di cui Bobbejaanland aveva diritti di costruzione esclusivi nel 2008. L'intera nuova zona si chiamava Bananabos. Dall'altro lato della piazza di fronte alla foresta, Bobby Drop è stato demolito e venduto al parco francese La Récré des 3 Curés, al quale anche Mambo è stato venduto nel 2011. D'altra parte, Bobbejaanland è stato in grado di aprire Dizz, una nuova montagna russa. Questo porta a sette il numero di montagne russe nel Bobbejaanland, una delle quali con inversioni.
In occasione del 25º anniversario della Revolution, questa attrazione è stata ridecorata e restaurata nel 2014 dopo 6 anni in un abito da giungla. La rete mimetica nella stazione è scomparsa e il tema del viaggio nel tempo è tornato in parte. Nel frattempo la vecchia decorazione era finita nel cestino e non poteva essere sostituita.
Inoltre, quell'anno Fly Away non è più aperto (per motivi sconosciuti al pubblico al momento). Alla fine della stagione è stato finalmente demolito. Il parco di divertimenti francese La Récré des 3 Curés acquisisce per la terza volta un'attrazione di Bobbejaanland nel 2016 con lo smantellato Fly Away (vedi prima: anche Bobby Drop e Mambo si sono trasferiti in quel parco in precedenza). L'attrazione è stata aperta lì nel giugno 2016 con il nome di Spoontus.
Nel 2014, sul sito di Fly Away è stata aperta una nuova attrazione simulatore con un budget di 5 milioni di euro: The Forbidden Caves, un cosiddetto tunnel dell'esperienza . Per la prima volta nel parco, sono stati utilizzati una trama e pre-spettacoli. Le rimanenti fondamenta di Bobby Drop sono state ristrutturate dopo anni di inattività e sono stati costruiti nuovi punti di ristorazione nella zona. Il termine Bananabos è scomparso e la zona è stata ribattezzata Adventure Valley. In seguito, con l'utilizzo della realtà virtuale la Revolution è stata coinvolta nella zona sotto il nome di Mount Mara. Dizz è stato poi ribattezzato Naga Bay Naga Bay per completare la zona.
L'iconica turbina eolica è stato rimossa l'11 luglio 2017. Bobbejaanland ed Electrabel sono giunti alla conclusione che il contratto della turbina eolica non sarà più esteso. La turbina eolica si è spostata in Ucraina. 

### Acqua, natura, avventura e l'avento di Halloween
Gradualmente, dalla fine del 2016 ad oggi, la gestione precedente e anche quella nuova hanno raggiunto, un passo alla volta, una serie di risultati che ne hanno rafforzato i punti di forza e l'identità. Si concentrano sulle caratteristiche del Bobbejaanland, cioè una giornata "divertente" con la famiglia o con gli amici nel parco. Acqua, natura e avventura sono i principi guida per gli sviluppi dei prossimi anni. Questi sono indissolubilmente legati a molte attrazioni del parco. Anche Halloween si è sviluppato un passo alla volta da un piccolo evento a uno dei più grandi in Belgio.
Nel 2017 all'ingresso del parco sono stati aperti un ristorante rinnovato "The Lake House" e un grande parco giochi "Wundergarden". Il gioco avventuroso in un ambiente verde è fondamentale per questo.
Per la stagione 2018, Bobbejaanland ha rinnovato Dreamcatcher, che era già stato modificato nel 2006. Durante la pausa invernale 2017-2018, le tende posizionate nel 2006 sono state rimosse, per far spazio a rocce e una stazione adattata. Anche i treni sono stati parzialmente adattati perché il binario era anche dotato di VR. Il nome dell'attrazione è rimasto lo stesso, ma con gli occhiali VR sembra che il visitatore si immagini un'aquila coraggiosa, che affronta feroci tempeste durante la corsa. Anche Big Bang ha ricevuto alcune modifiche tematiche per adattarsi meglio all'ambiente. E anche il villaggio cowboy del parco ha ricevuto alcuni aggiornamenti come l'aggiunta di oggetti tematici e rinnovati strati di vernice. 
La novità per la stagione 2019 è anche stata annunciata durante la pausa invernale 2017-2018. Fury, aperto il 24 giugno 2019, è un Triple Launch coaster di Gerstlauer e si trova nell'area tematica Land of Legends, che comprende anche Typhoon, Sledgehammer e Naiads Water . Questa è stata un'opportunità per Bobbejaanland per aggiornare Typhoon e Sledgehammer. Anche l'acqua, la natura e l'avventura sono chiaramente visibili qui. 
Il 2019 è stata anche un'ottima stagione di Halloween, con molti visitatori. Alcune case stregate erano a pagamento e il parco ha introdotto per la prima volta una carta per saltare le code a forma della Horror Pass. The Doll Factory è stata sostituita dalla casa stregata Yummy, basata sull'omonimo film fiammingo di zombi. In totale quell'anno c'erano 5 case stregate (Welp, Nightmare Motel, Sonar, Yummy e Bazaar Bizarre), di cui 3 a pagamento. La casa stregata permanente Nightmare Motel è stata demolita alla fine del 2019 per far spazio ad altri progetti.
Nel 2020 sono proseguiti i lavori per l'ammodernamento di diverse zone del parco. In particolare sono state realizzate opere infrastrutturali come la modernizzazione di sentieri e vegetazione intorno a Indiana River. In quest'anno è stato anche introdotto l'Express Pass, un pass per saltare le code valido anche durante la stagione estiva. Un nuovo logo sottolinea l'avventura del parco. Inoltre, il logo rettilineo giallo-rosso lascia il posto a una variante curva in giallo-rosso scuro con alcune crepe.

### Gestione
Il parco è stato gestito dalla sua fondazione alla vendita nel 2004 dal fondatore Bobbejaan Schoepen e sua moglie José. Anche i bambini di Bobbejaan Jacky Schoepen e Bob Schoepen jr hanno aiutato nel parco. 
Quando è stato venduto nel 2004 a Parques Reunidos, un gruppo di parchi di divertimenti spagnolo, Rudi Rasschaert è stato nominato direttore generale. Si è dimesso nel 2011. Secondo i media, questa sarebbe stata una partenza volontaria, ma nei corridoi è stato affermato il contrario. La famiglia Schoepen era felice della partenza di Rasschaert, perché il parco sotto di lui si sarebbe deteriorato enormemente. Bobbejaan stesso, deceduto nel 2010, avrebbe detto una volta prima della sua morte che non poteva credere che ci fossero ancora meno attrazioni nel parco rispetto a quando l'hanno venduto. 
Rasschaert è stato sostituito da Roland Kleve nel 2011. A Kleve piaceva sottolineare le radici del parco e le conquiste della famiglia Schoepen, ma in pratica spesso non c'era molto di tutto questo da vedere nel parco. Durante la sua amministrazione, tuttavia, la tempesta dietro le quinte si era in qualche modo attenuata. Negli ultimi anni, ha realizzato la nuova attrazione simulatore The Forbidden Caves e Mount Mara, un giro con gli occhiali per la realtà virtuale in Revolution. Fly Away e Desperado City, tuttavia, sono dovuti sparire. Inoltre, Kleve ha trasformato il Teatro 4D nel teatro che era originariamente. 
Kleve ha lasciato il parco alla fine del 2016 dopo aver trovato una "nuova sfida". Il direttore finanziario di allora, Yves Peeters gli è succeduto.

## Attrazioni attuali

### Montagne russe
| Naam         | Type                                 | Model                              | Bouwer     | Geopend op    | Afbeelding |
| ------------ | ------------------------------------ | ---------------------------------- | ---------- | ------------- | ---------- |
| Bob Express  | Montagne russe motorizzate           | Custom                             | MACK Rides | 15 juni 2000  | 200x200px  |
| Naga Bay     | Montagne russe rotanti               | Xtended SC 3000                    | Maurer AG  | 9 april 2011  | 200x200px  |
| Dreamcatcher | Montagne russe sospese in acciaio    | Swinging Turns                     | Vekoma     | 1987          | 200x200px  |
| Oki Doki     | Montagne russe in acciaio            | Family coaster (Custom)            | Vekoma     | 3 april 2004  | 200x200px  |
| Revolution   | Montagne russe al coperto            | Illusion                           | Vekoma     | mei 1989      | 200x200px  |
| Speedy Bob   | Montagne russe in acciaio wild-mouse | Wilde Maus versione Compact Mobile | MACK Rides | 2 juli 1998   | 200x200px  |
| Typhoon      | Montagne russe in acciaio            | Euro-Fighter                       | Gerstlauer | 10 april 2004 | 200x200px  |
| Fury         | Montagne russe lanciate              | Custom Infinity Coaster            | Gerstlauer | 24 juni 2019  | 267x267px  |

### Attrazioni acquatiche
| nome             | Tipo di attrazione     | immagine  |
| ---------------- | ---------------------- | --------- |
| Banana Battle    | Battaglia Splash       | 200x200px |
| Big Bang         | scivolo acquatico      | 200x200px |
| El Rio           | Fiume rapido           | 200x200px |
| Indiana River    | fiume di tronchi       | 200x200px |
| Naiads Waters    | Parco giochi acquatico | 200x200px |
| Wild Water Slide | fiume di tronchi       | 200x200px |

### Simulatori
| nome                | Tipo di attrazione                     | immagine  |
| ------------------- | -------------------------------------- | --------- |
| Mount Mara          | Giro con gli occhiali VR in Revolution | 267x267px |
| The Forbidden Caves | tunnel immersivo                       | 200x200px |
| Dreamcatcher VR     | VR Coaster                             |           |

### Altri
| nome                 | Tipo di attrazione     | immagine  |
| -------------------- | ---------------------- | --------- |
| Aztek Express        | Giostra Caterpillar    | 200x200px |
| Teatro Bobbejaanland | Spettacolo             | 267x267px |
| Bootvaart            | Gita in barca          | 200x200px |
| Convoy Trucks        | giro                   | 200x200px |
| El Paso              | Dark ride interattivo  | 200x200px |
| Horse Pedalo         | Monorotaia per scale   | 200x200px |
| Kinderland           | Area giochi al coperto | 200x200px |
| King Kong            | King Kong              | 200x200px |
| Koggemolen           | giostra caterpillar    | 200x200px |
| Locomotion           | carosello              | 200x200px |
| Monorail             | monorotaia             | 200x200px |
| Pony Ride            | Pista di cavallo       | 200x200px |
| Rode Baron           | Barone Rosso           | 200x200px |
| Reuzenrad            | Ruota panoramica       | 200x200px |
| Sledge Hammer        | Frisbee                | 200x200px |
| Springkussen         | Castello gonfiabile    |           |
| Kettingmolen         | Mulino di catena       |           |

## Premi
- Nel 1992, Bobbejaanland ha ricevuto il "Brass Ring Award" per la migliore brochure pubblicitaria dalla World Amusement Park Organization (IAAPA) a Dallas, negli Stati Uniti.[7]
- Nel 2000, il parco ha ricevuto il "Brass Ring Award" dalla World Amusement Park Organization (IAAPA) a Orlando, negli Stati Uniti, al secondo posto nella categoria "Miglior sito web".
- Dal 2005 al 2008, Bobbejaanland ha ricevuto un Loopy Award per il miglior thrillride nel Benelux per quattro anni consecutivi, per la loro attrazione Sledge Hammer . I Loopy Awards vengono consegnati dai visitatori del sito dei parchi di divertimenti pretparken.be e dai membri di Rollercoaster Friends.
- Bobbejaanland è stato il primo ad ospitare la presentazione del Diamond ThemePark Awards. Dal 2011, il parco ha vinto premi per i loro social media, VAMPires!, Sledgehammer e Halloween.